# کارملا آلوچی
کارملا آلوچی (ایتالیایی: Carmela Allucci؛ زادهٔ ۲۲ ژوئن ۱۹۷۰) بازیکن واترپلو اهل ایتالیا است.
وی همچنین برندهٔ جوایزی همچون نشان شایستگی از جمهوری ایتالیا شده‌است.
وی در مسابقات کشوری و بین‌المللی در مجموع برندهٔ ۴ مدال طلا، ۱ مدال نقره، ۱ مدال برنز شده‌است.